# Vincent Farré
Pour les articles homonymes, voir Farré.
Pas d'image ? Cliquez ici

a Compétitions nationales et continentales officielles uniquement.

Dernière mise à jour le 10 mars 2020.
Vincent Farré, né le 6 juin 1990 à Aire-sur-l'Adour (Landes), est un joueur français de rugby à XV. Il évolue au poste de troisième ligne aile au SU Agen.

## Biographie
Natif d'Aire-sur-l'Adour, Vincent Farré est formé à l'école de rugby de l'Avenir aturin avant de rejoindre la Section paloise pendant deux ans et le Stade montois pendant cinq ans. Il est élève au collège Gaston-Crampe d'Aire-sur-l'Adour.
Il intègre le centre de formation du Stade montois, à 16 ans et il y reste jusqu'à 23 ans.
En 2013, il s'engage avec le RC Vannes,.
En 2015, il prolonge son contrat avec le SC Albi.
En 2018, il prolonge son contrat avec le SU Agen,.